# بازتابی

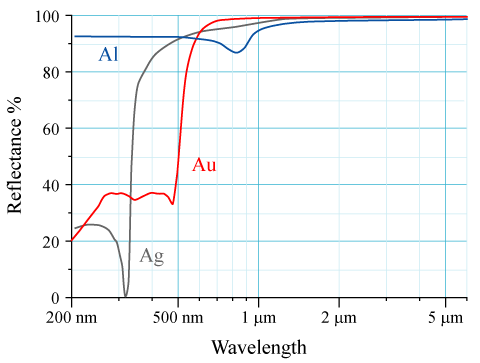
منحنی‌های بازتابی برای آینه‌های فلزی آلومینیومی (Al)، نقره‌ای (Ag) و طلایی (Au) در بروز معمولی.

بازتابی (به انگلیسی: Reflectance) یا بازتابانی سطح یک ماده، میزان اثربخشی آن در بازتاب انرژی تابشی است. میزان آن کسری از توان الکترومغناطیسی بروزشده است که در مرز بازتابیده می‌شود. بازتابی جزئی از پاسخ ساختار الکترونیکی ماده به میدان الکترومغناطیسی نور است و به‌طور کلی تابعی از فرکانس یا طول‌موج نور، قطبش و زاویه تابش آن است. وابستگی بازتابی به طول‌موج را طیف بازتابی یا منحنی بازتابی طیفی می‌گویند.